# Geschichtenberg

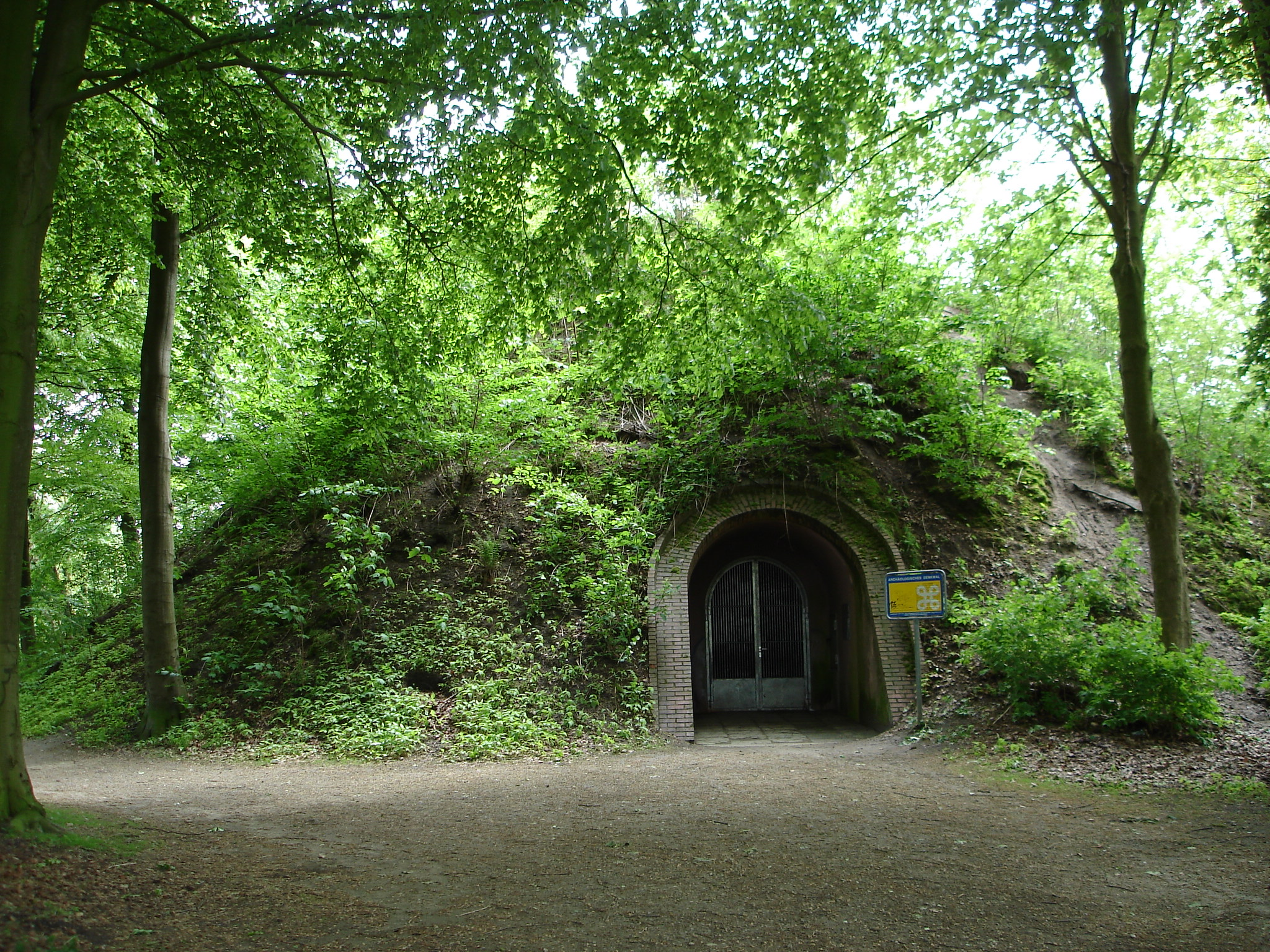
Eingang zur Kuppel. Zustand 2006

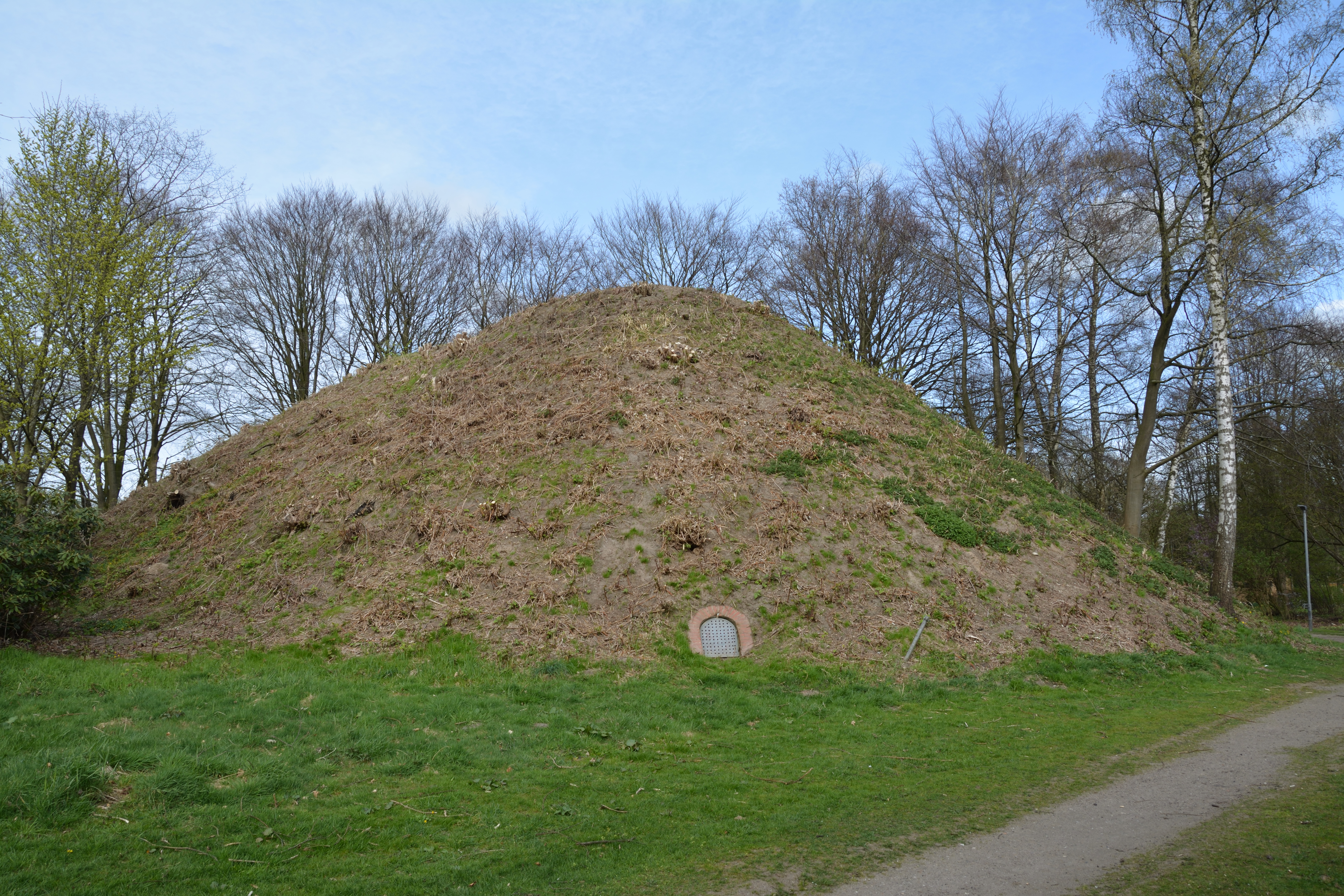
Zustand im Frühjahr 2017. Der Bewuchs wurde abgeholzt, jetzt ist die Größe erkennbar.

Der Geschichtenberg in Itzehoe – aufgrund von Ausgrabungen in der NS-Zeit lange irrtümlich als „Germanengrab“ und entsprechend seiner historisch überlieferten Nutzung auch „Itzehoer Galgenberg“ genannt – erinnert an einen der besonders eindrucksvollen Grabhügel der Nordischen Bronzezeit in Schleswig-Holstein und liegt an der Timm-Kröger-Straße / Langer Peter am Rand der Innenstadt von Itzehoe. Es handelt sich um einen erdbedeckten Kuppelbau aus Ziegelmauerwerk, der äußerlich der ursprünglichen Hügelgrabanlage nachempfunden ist. Das Bauwerk wurde 1938 während der Zeit des Nationalsozialismus zu Propagandazwecken errichtet. Es gliedert sich in eine Eingangshalle mit Tonnengewölbe und einen Kuppelbau über kreisförmigem Grundriss. Das Bauwerk überfängt drei Basisgräber der bronzezeitlichen Nekropole, die infolge von Nachbestattungen zu einem mehrschichtigen, mächtigen Hügelgrabkomplex angewachsen war. Dieser wurde in späterer Zeit als Galgenberg des Itzehoer Zisterzienserinnenklosters genutzt und 1937 von Günther Haseloff im Auftrag des Kieler Museums vaterländischer Alterthümer freigelegt und wissenschaftlich untersucht. Die Bezeichnung Galgenberg ist geläufig aber ungenau, da es im Stadtgebiet von Itzehoe insgesamt vier Galgenberge gab, die gleichzeitig von den vier historischen Gerichtsbarkeiten als jeweilige Hinrichtungsstätte genutzt wurden. Drei davon waren Grabhügel aus der Bronzezeit. Vom Galgenberg aus war damals ohne die heutige Stadtbebauung ein weiter Blick über die Marschen möglich. Seit 2020 heißt der historische Ort offiziell GeSCHICHTENberg Itzehoe. Eine Arbeitsgruppe im Heimatverband für den Kreis Steinburg e. V. entwickelt hier eine Bildungsstätte gleichen Namens.

## Geschichte

### Ausgrabung
Der als Galgenberg bekannte, ursprünglich 5,50 m hohe Grabhügel wurde im Jahre 1937 im Auftrag des Heimatverbands für den Kreis Steinburg und des Kieler Museums vaterländischer Alterthümer von Günther Haseloff wissenschaftlich untersucht, da die Erhaltung infolge der anwachsenden Bebauung des umliegenden Geländes gefährdet war. Nachdem ein Suchgraben von Osten her zwei Gräber aufgedeckt hatte, wurde eine vollständige Ausgrabung unternommen. Diese förderte 12 Grabstätten zutage, von denen zehn Körperbestattungen in Baumsärgen waren und zwei Reste von Brandbestattungen enthielten. Drei Männergräber und vier Frauengräber konnten anhand der Grabbeigaben identifiziert werden. Elf der Grabstellen waren Beisetzungen von erwachsenen Toten und eine war die eines Kindes. Darüber hinaus gibt es Berichte über zwei Urnenbestattungen aus späterer Zeit, die im Hügelmantel gefunden worden waren.
Wegen seiner ungewöhnlichen Höhe, der Vielzahl seiner Bestattungen und wegen des ungestörten Erhalts der zwölf Gräber gilt der Galgenberg als eine der vielbeachteten Grabanlagen des Nordischen Kreises. Die Beigaben-Funde datieren seine Entstehungszeit in die Nordische Ältere Bronzezeit (Periode II und III nach Oskar Montelius). Anordnung und Abfolge der Grabanlagen lassen auf eine Stätte der Ahnenverehrung einer Siedlerfamilie schließen und auf eine Bestattungs-Kontinuität über mindestens sechs Generationen, die eine Nutzung der Nekropole über mehr als 200 Jahre im Zeitraum zwischen 1500 und 1200 v. Chr. nahelegt.

### Anlage und Aufbau
Die Grabanlage entwickelte sich aus zwei nebeneinander liegenden Grabhügeln, von denen der südliche Hügel I der ältere war und das Gründergrab umschloss, dessen steinerne Reste heute von der Kuppel der Überbauung überfangen werden. Erhöht neben dem westlichen Handelsweg ins nordwestliche Dithmarschen gelegen war der Standort auf einer Geestkuppe so gewählt worden, dass er gleichzeitig eine Sichtbeziehung in das weite Marschengebiet von Stör und Elbe ermöglichte. Hügel I hatte einen Durchmesser von 13 m, eine Höhe von 2,70 m und war von einem Kranz aus kopfgroßen Steinen sowie Steinblöcken eingefasst. Der Tote war in gestreckter Rückenlage In einem Baumsarg beigesetzt worden, den eine Steinpackung umschloss. Südlich anschließend barg der erheblich kleinere Hügel II das Frauengrab 2 mit Baumsarg, Steinpackung und Steinkranz sowie das Kindergrab 3, das fundlos war und nur aus einem Baumsarg in einer Steinpackung bestand. Diese Gräber befinden sich heute unter dem Tonnengewölbe des Eingangsbereichs.
Die nachfolgenden Gräber 4 und 4a wurden auf Hügel II aufgesetzt und mit dem Hügel III überzogen, der sich fast gleichhoch an den ersten anlehnte. So bildeten sie nun einen Grabhügelkomplex mit zwei Kuppen. Die nächsten beiden Hügelgräber dockten zu ebener Erde in getrennten, sich überlagernden Hügeln an diesen Komplex an und erweiterten die Grundfläche nach Norden. Der folgende Hügel VI überformte das gesamte Gräberensemble zu einer einheitlichen Hügelanlage mit einer Höhe von 3,75 m.
Auf dessen Kuppe setzten die Bestattungen 8 und 9 in einer Mulde (Grab 8) bzw. in einem Grabhügel von nur geringer Höhe auf. Nach dieser vereinfachenden Abkehr von den alten Bestattungssitten erfuhr die alte Grabhügelkultur in Hügel VIII eine eindrucksvolle Renaissance: Über dem auffällig großen Grab 10 erfolgte eine Neuaufschüttung, die die gesamte Grabanlage überzog. Die Grabanlage hatte nun eine Höhe von fünfeinhalb Metern erreicht und eine Basisfläche mit einem Durchmesser von 30 m.

### Funde
Die organischen Bestandteile der Bestattungen waren fast vollständig vergangen, mit Ausnahme eines textilen Gürtelrests in Grab 6, der in Brettchenweberei und Flechtarbeit hergestellt war und rekonstruiert werden konnte. Als Grabbeigaben wurden vorwiegend Artefakte aus Flint, Bronze, Ton und Schmucksteinen gefunden. In Grab 1 hatten sich lediglich ein Feuerschlagstein und ein Schwefelkiesstück als Teile eines Feuerzeugsets erhalten. Der Toten im Frauengrab 2 war eine Bronze-Radnadel von 25 cm Länge als Schmuck und Kleidungsutensil beigegeben. Diese entstammt dem Lüneburger Bereich und lässt auf Handelsbeziehungen und vermutlich auch auf die Herkunft der Trägerin schließen. Das reiche Begräbnis eines Kriegers in Grab 4 enthielt dessen Waffen: ein Schwert aus regionaler Fertigung, von dessen Scheide sich hölzerne Reste erhalten hatten, und ein Absatzbeil. Weitere Beigaben waren eine Pinzette zur Pflege des Barthaars, ein unbearbeitetes Bernsteinstück und ein Haken als Rest eines Ledergürtels. Eine singuläre blaue Glasperle – über der Brust getragen – war damals von besonderem Wert und zeugt von Handelsbeziehungen nach Süddeutschland. Sie gilt als ältester Glasfund in Männergräbern Schleswig-Holsteins.
Tongefäße wurden in den Gräbern 5 und 6 gefunden. Im erstgenannten Grab lagen am Fußende zwei grob geformte, graubraune Becher von 6,5 cm und 8,8 cm Höhe, Das bauchige Tongefäß aus dem Grab 6 war glatt geformt mit zwei seitlich angesetzten Knubben und mit 17,6 cm Höhe doppelt so hoch. Zusätzlich enthielt das Frauengrab 6 eine Bronzemesserklinge, den erwähnten Rest des gewebten Gürtelendes mit anhängendem Flechtzöpfchendekor, eine Ziernadel mit ausladendem Kopf und ein Stück Urnenharz. Grab 7 und Grab 7a ließen sich aufgrund der Funde als Männer- und als Frauengrab identifizieren: der Bronzearmreif und der brandgeschädigte, gedrehte Bronzehalsring von Grab 7a sind Frauenschmuck und die 22,9 cm lange Bronzedolchklinge mit abgebrochener Spitze aus Grab 7 ist Teil der Bewaffnung. Im Männergrab 7 lag des Weiteren eine Spiralplattenfibel mit schmalem Bügel aus der Periode II der Nordischen Bronzezeit.
In Grab 8 wurde ein grün oxydierter Rest einer weiteren Nordischen Fibel gefunden mit einer Endspirale aus rundem Draht und mit einem sich spiralig verdickenden Nadelkopf. Die Spiralplattenfibel wird zeitlich dem Übergang zur Periode III der nordischen Bronzezeit zugeordnet. Das kleine Spiralbruchstück von Grab 10 war aus gehämmertem Draht hergestellt, wodurch eine Zuordnung in die Periode III naheliegt. Grab 9 war ein Frauengrab, in dem drei Kettenglieder aus Bernstein, ein Armreif mit Ziermustern und eine stark zersetzte, mehrfach profilierte Bronzenadel (Süddeutschland, Periode III) aufgefunden wurden.
Die Beigabenfunde aus dem Galgenberg belegen eine Nutzung der Nekropole in den Perioden II und III der Nordischen Bronzezeit. Zudem lassen sich aus ihrer Herkunft weitreichende Handelsbeziehungen bis in den Lüneburger Raum und nach Süddeutschland erkennen. Der Arbeitsaufwand zur Schaffung des 5,50 m hohen Grabhügels sowie der Wert der Grabbeigaben deuten auf eine gehobene soziale Stellung und eine über den Reproduktionsbedarf hinausreichende Produktivität der Siedlergruppe hin, die zusätzlich zur Landbewirtschaftung auf eine Teilnahme am Handelsgeschehen schließen lässt.

### Nationalsozialismus

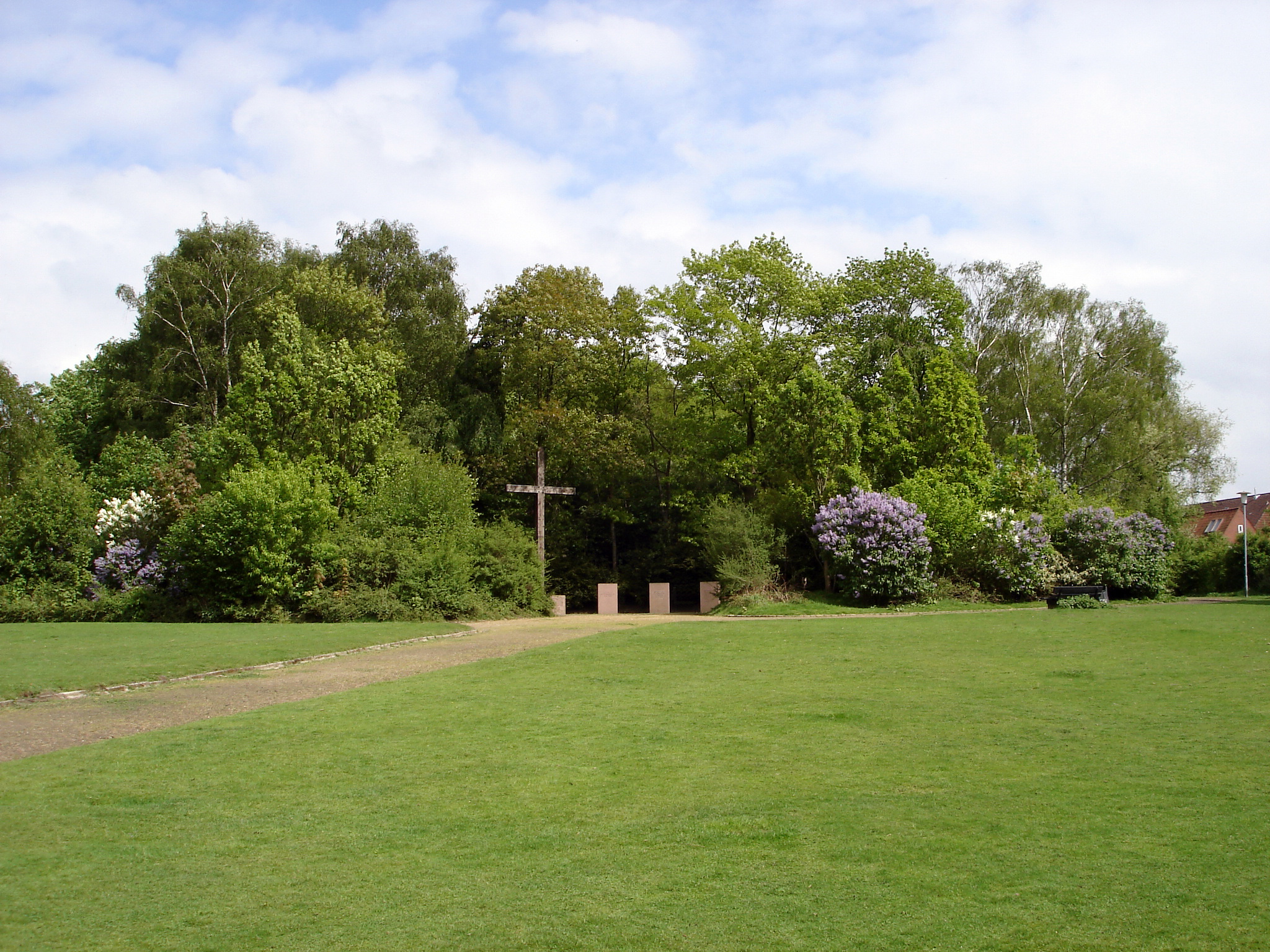
Heute befindet sich auf dem Aufmarschplatz der Nationalsozialisten eine Gedenkstätte

Die zwölf Bestattungen in neun Bauperioden interpretierte Haseloff aufgrund der archäologisch nachweisbaren langen Nutzung als Ahnenkultplatz einer bronzezeitlichen Siedlerfamilie, die er dann auf der Grundlage assoziierter römerzeitlicher Textquellen als „bronzezeitliche Germanen“ ansprach, woraus er ohne zeitbezogene wissenschaftliche Belege über alle Zeitspannen hinweg das germanische Sippenrecht für die Grabanlage reklamierte. An diese Deutung knüpften die Nationalsozialisten im Sinne ihrer Germanen-Ideologie an und stellten die bronzezeitlichen Bewohner aufgrund der örtlichen Übereinstimmung in eine germanische Abstammungslinie. Damit sollte die lange Geschichte der sogenannten germanischen Herrenrasse belegt werden. Die angebliche Verbindung bronzezeitlicher und germanischer Lebens- und Rechtsformen ist wegen der mehr als tausendjährigen Zeitspanne wissenschaftlich unbegründet und vor dem Hintergrund der vielfältigen unerforschten Migrationsbewegungen nicht haltbar.
Ursprünglich war geplant, den Galgenberg nach der Ausgrabung in alter Höhe wieder aufzuschütten. Aufgrund der bedeutsamen Untersuchungsergebnisse beschloss man, den Hügel und die drei Basisgräber als „Weihestätte für den nationalsozialistischen Germanenkult“ zu erhalten. Dazu sollte eine schützende Überwölbung vorgenommen werden. Nach dem Vorbild einer ähnlichen dänischen Anlage zum Schutz des 1934 ausgegrabenen Wikingerschiffs von Ladby wurde eine anschließende Überhügelung des Baus geplant. Die nähere Umgebung sollte in eine Parkanlage umgestaltet werden, mit einem Aufmarschplatz für die nationalsozialistischen Organisationen Itzehoes. Zusätzlich sollten eine Heimathalle und ein Hitlerjugend-Heim entstehen.
Nur die drei Basisgräber der Nekropole wurden erhalten. Nach ihrer Überbauung sollte das Projekt durch Erdbedeckung in die Form eines Hügelgrabs überführt werden. Planung und Bau des Vorhabens lagen beim Itzehoer Stadtbaurat Hans Rudolph, der unter Berücksichtigung des Eisen-Einsparungsgebots in kriegsvorbereitender Zeit auf Stahlbeton verzichtete und das Gebäude in örtlichem Kalksandstein entwarf. Gezielt wurde der bronzezeitliche Befund mit Stilmitteln der Sakralarchitektur überhöht zu einer „Erfurcht gebietenden Weihehalle einer germanischen Ahnensippe“. So überfing Rudolph das Grab 1 mit einer 9,20 m hohen Kuppel, die mit ausreichendem Wandabstand auch den Steinkreis einschloss, während die Gräber 2 und 3 von einem 5,40 m hohen Tonnengewölbe überspannt wurden. Der Eingang zur Grabhalle wurde an die Nordseite der Tonne gelegt, um eine raumsteigernde Wirkung beim Übergang von der Tonne zur Kuppel zu erzielen.
Nach der Fertigstellung der Kuppel wurde der Bau mit Erde überdeckt und zu einem Grabhügel von fast zehn Metern Höhe aufgeschüttet. Rechtzeitig zur 700-Jahr-Feier Itzehoes 1938 waren diese Arbeiten fertiggestellt und auch die Außenanlagen des Germanengrabs hergerichtet worden, die als Aufmarschplatz für die Organisationen der nationalsozialistischen Bewegung genutzt wurden. Der Hügel erhielt irreführend und fälschlich den auch heute noch verwendeten Namen Germanengrab.
Für die Ausgestaltung des Inneren der Kuppel wurde von Wilhelm Petersen, Elmshorn, ein umlaufender Fries entworfen. Er sollte eine lebensgroße, blonde und blauäugige germanische Trauergemeinde in romantisch verklärender, heldenverehrender Weise darstellen und fünfzig Meter lang sein bei zwei Metern Höhe. Wegen des Krieges und der damit verbundenen Schwerpunktverlagerung und Mittelknappheit kam er nicht zur Ausführung.

Fotos aus dem Inneren der Kuppel
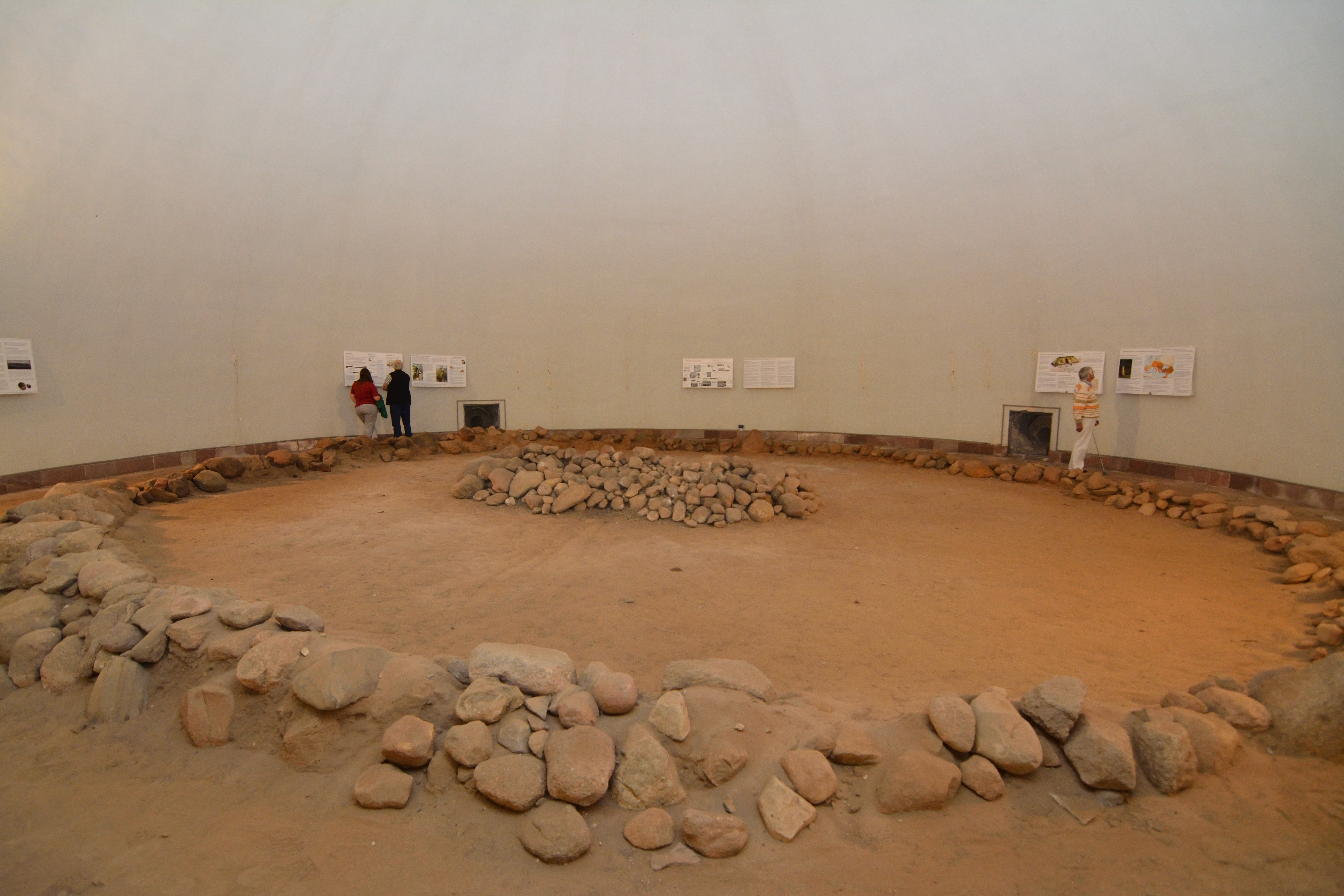
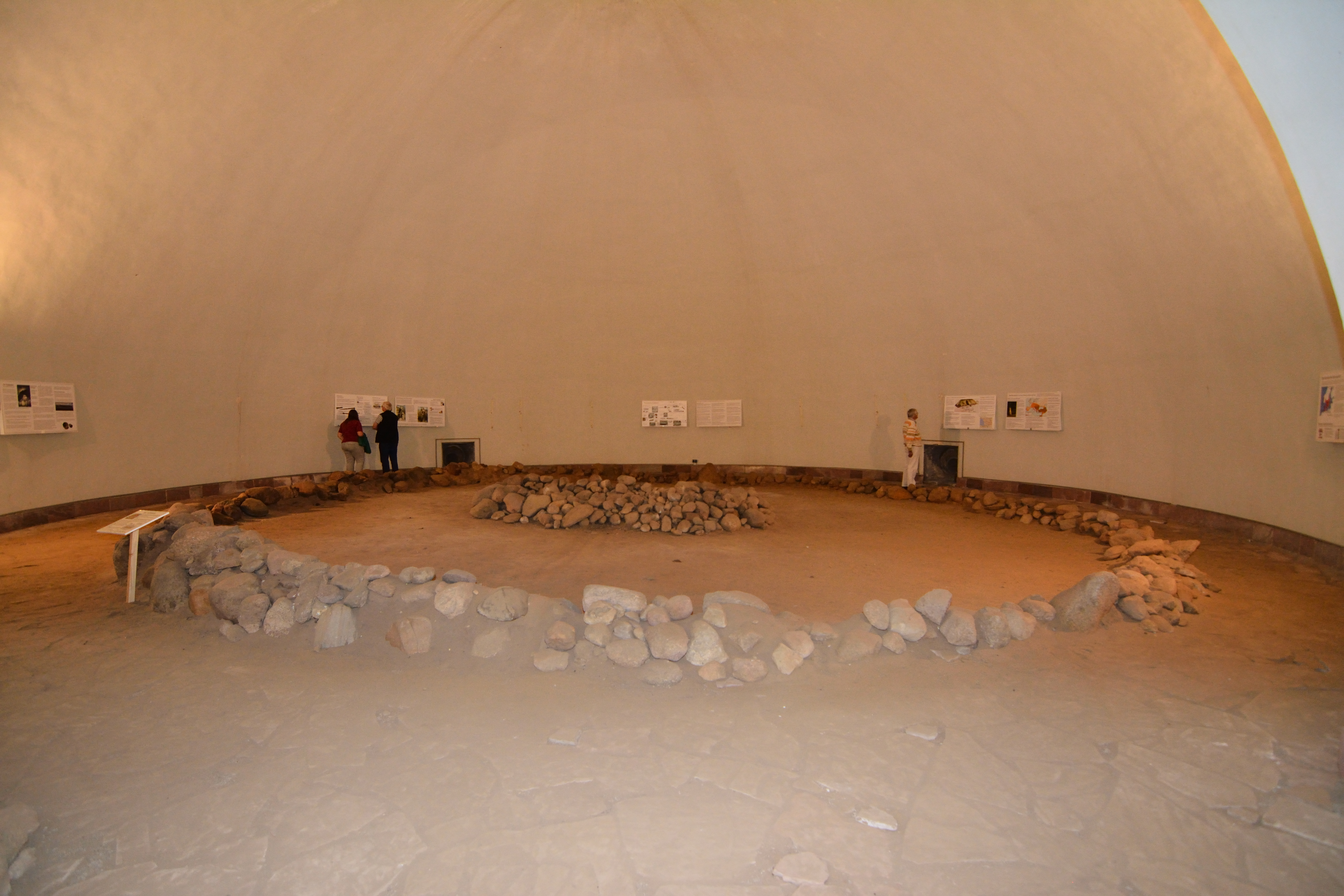
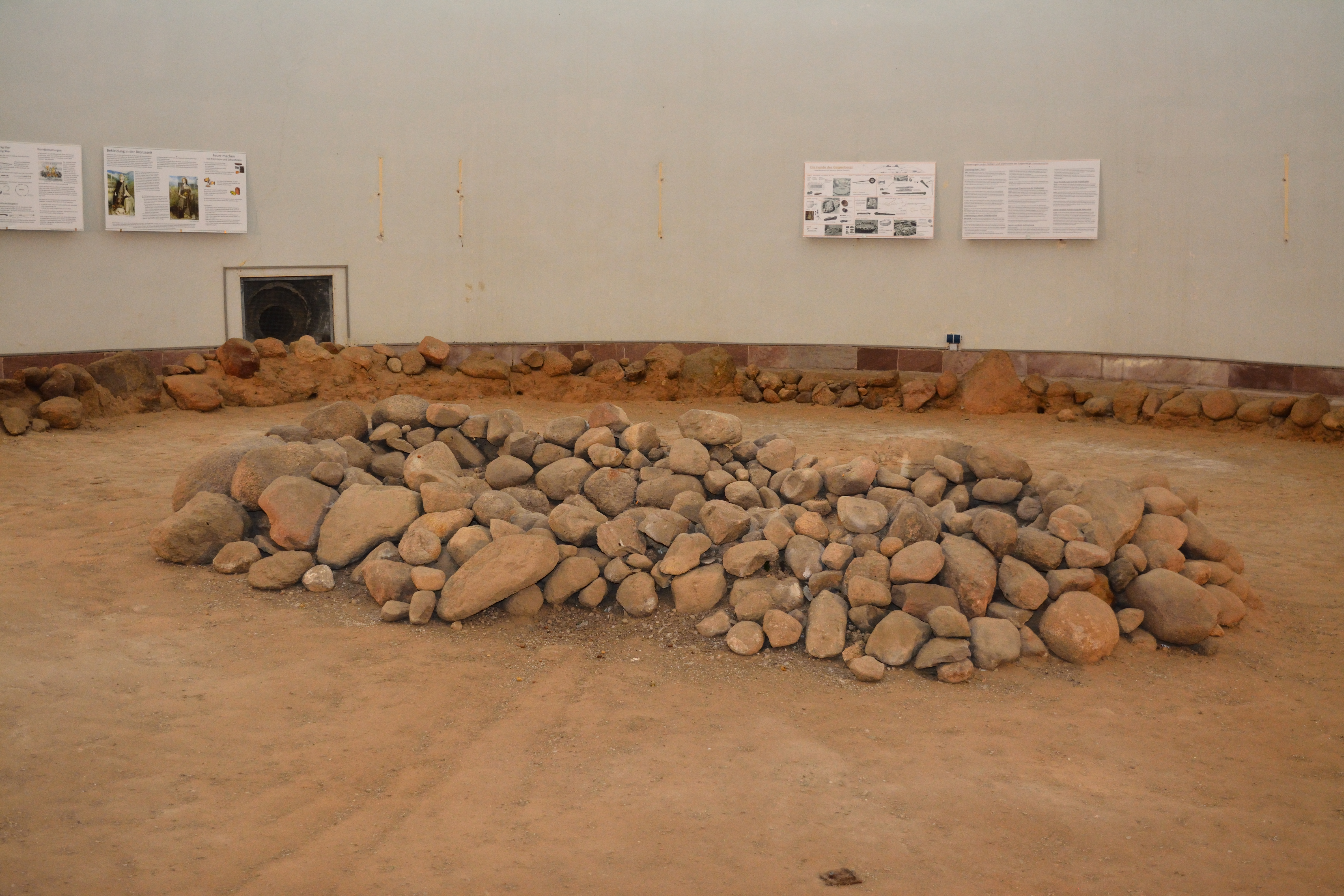
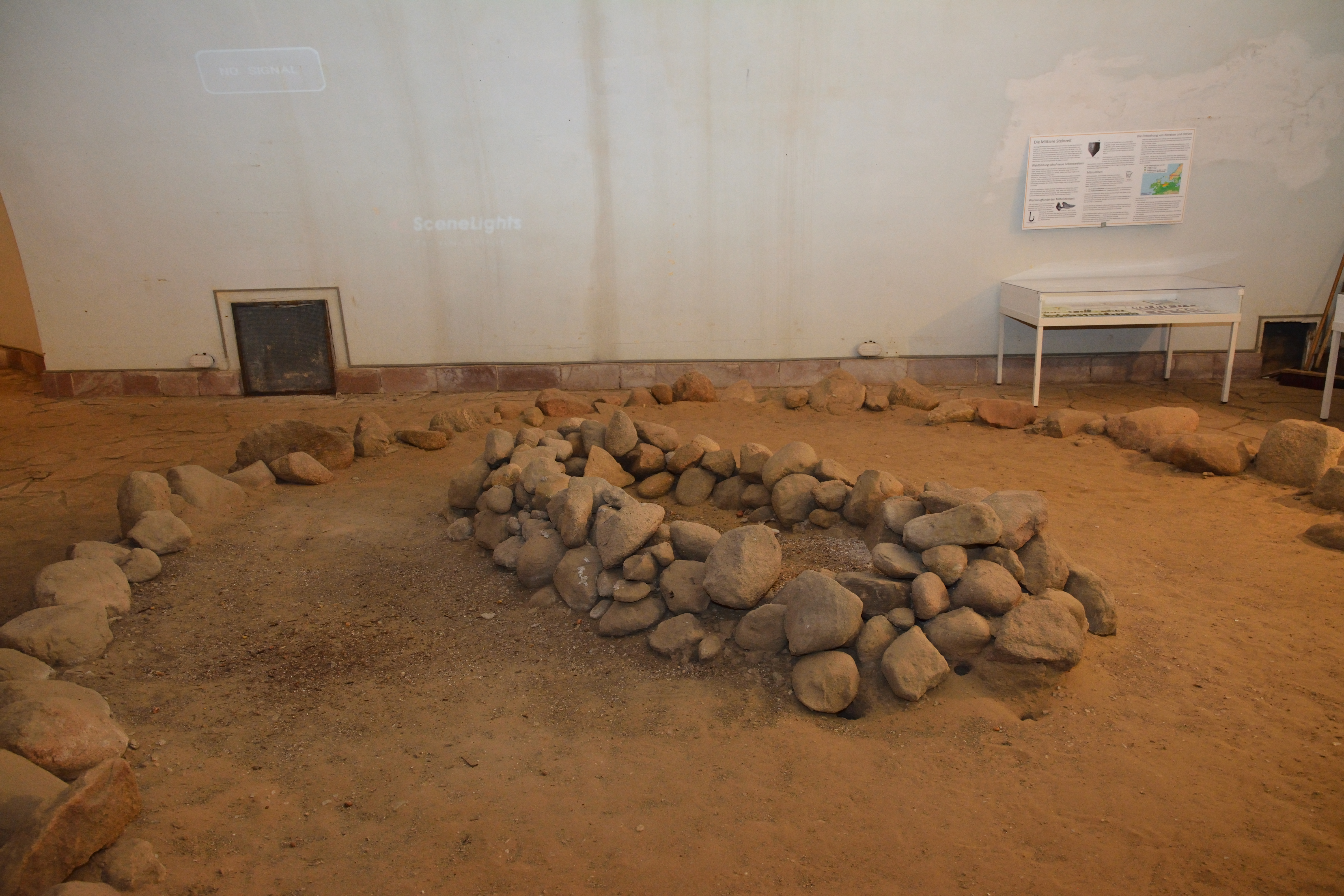
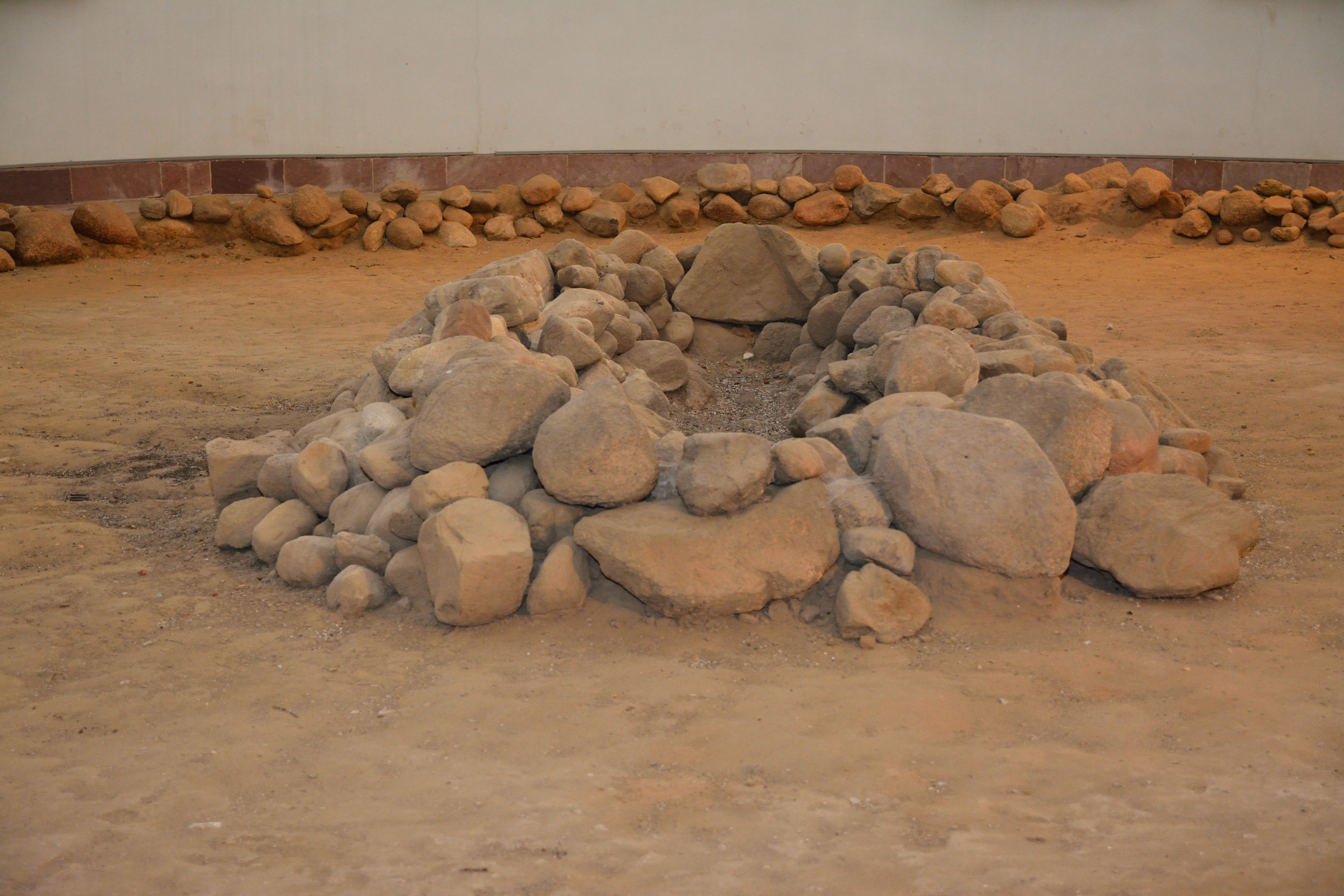
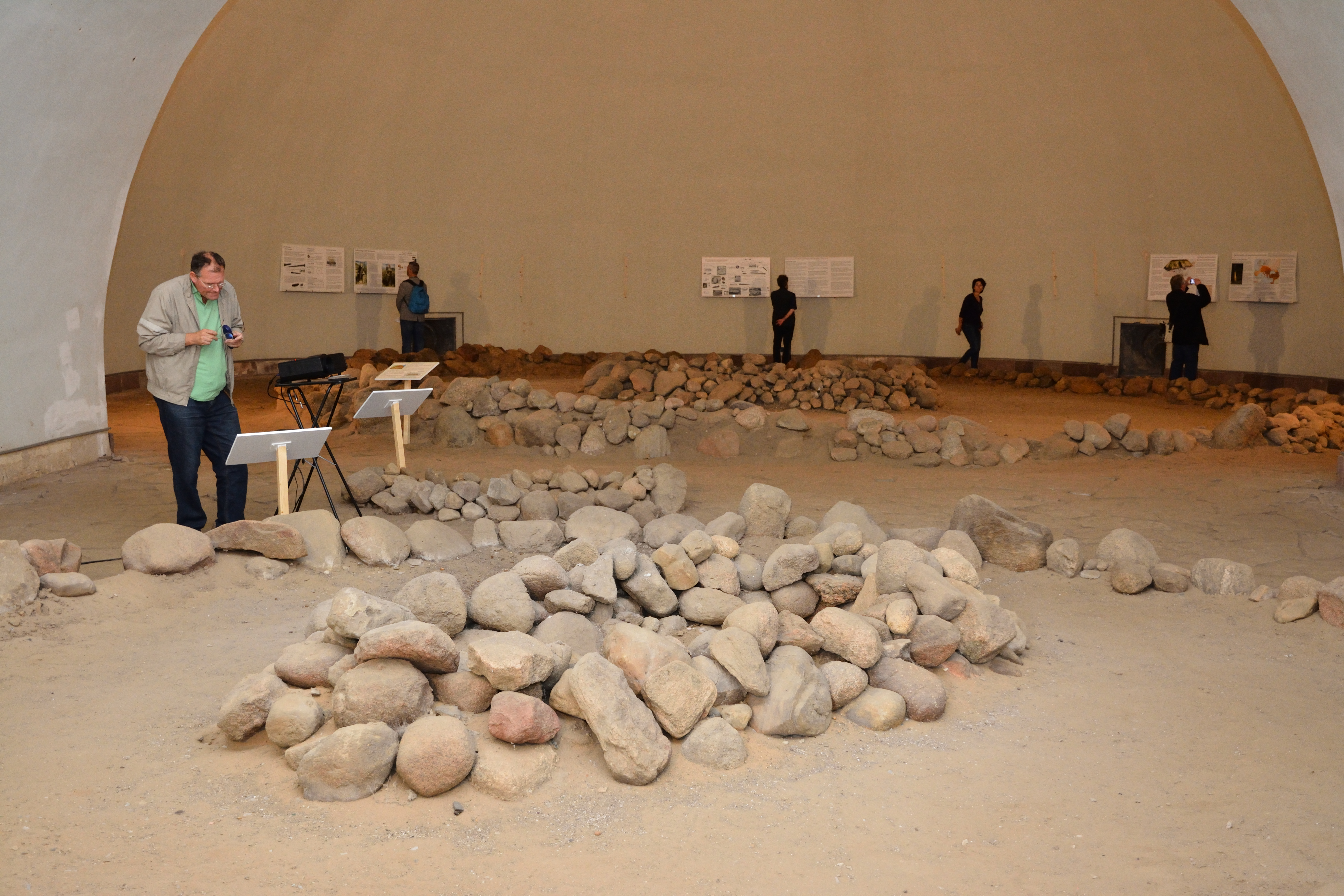

Im Außenbereich, südöstlich vom Hügel des Germanengrabs, wurden die Überreste eines jungsteinzeitlichen, erweiterten Dolmens (Großsteingrab von Warringholz) aufgebaut.

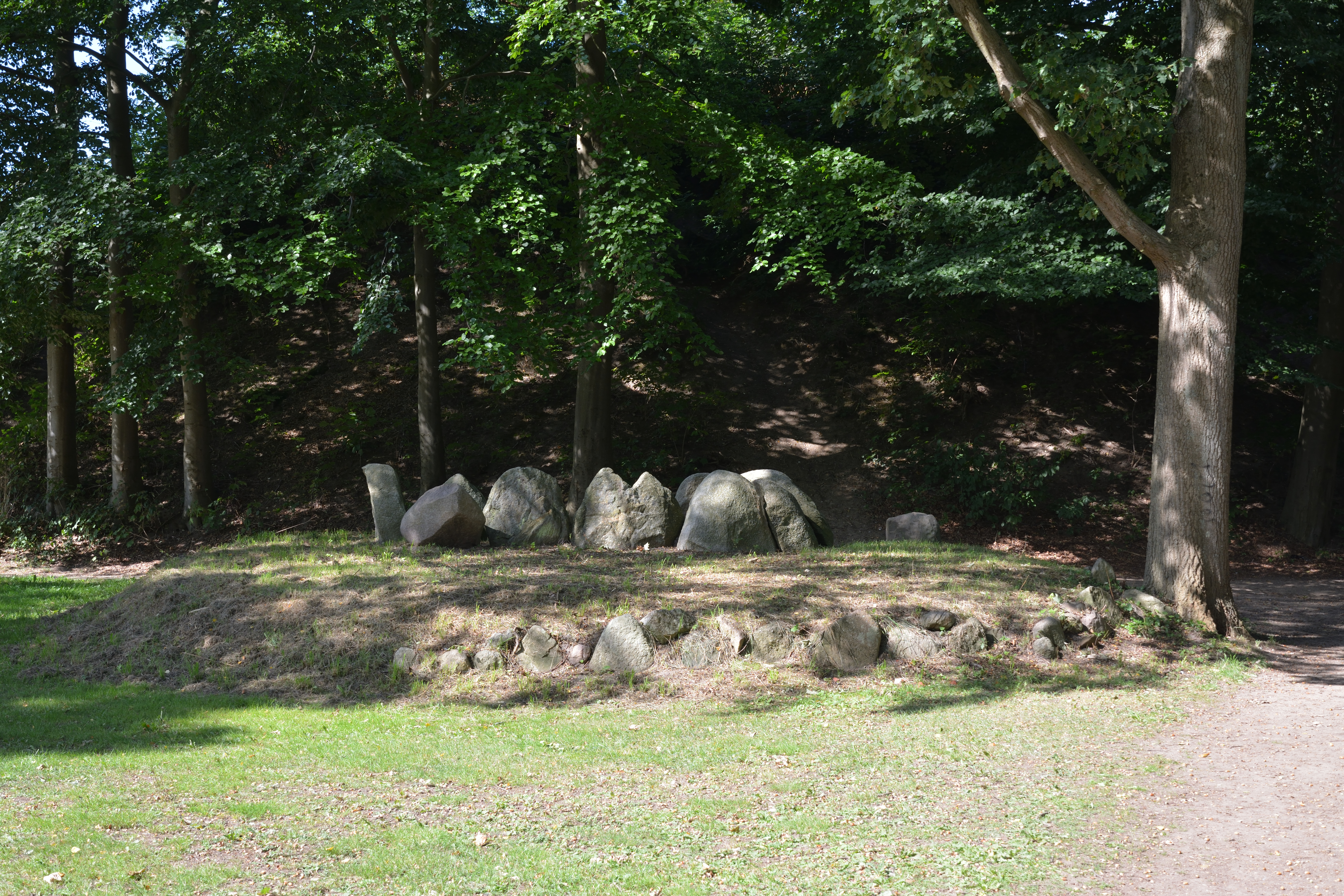
Grabkammer aus Warringholz, Jungsteinzeit

Die Aufmarschfläche an der Frontseite des Grabes wurde nach dem Krieg in eine Gedenkstätte für die Toten und Vertriebenen der Weltkriege umgewandelt. Die Kuppel mit den Gräbern kann nach Voranmeldung (beim Kreismuseum Prinzeßhof in Itzehoe) besichtigt werden; durch das vergitterte Eingangstor ist ein eingeschränkter Blick möglich.

## Gerichtsbarkeiten und Galgenberge in Itzehoe
Durch die historisch gewachsene Verwaltungsstruktur gab es in Itzehoe von 1617 bis zum 31. März 1861 vier eigene Gerichtsbezirke (Jurisdiktionen) mit jeweils eigenem Galgenberg.
- Auf einem Burgwall innerhalb der Störschleife wurde von den Schauenburgen Grafen um 1180 eine steinerne Burg errichtet. Es galt das mittelalterliche Recht der Burg. Der zugehörige Galgenberg ist ein bronzezeitlicher Grabhügel (Lage) zwischen der Struvestrasse und der Ringstrasse Galgenberg im Stadtteil Wellenkamp. Dort hat am 18. Dezember 1856 die öffentliche Hinrichtung des Raubmörders Johann Lau aus Brokdorf stattgefunden.
- Adolf IV. von Schauenburg und Holstein gründete 1238 neben der Burg die Neustadt. Der Begriff Neustadt wird auch heute noch offiziell genutzt, ist aber im historischen Zusammenhang zu sehen und bezeichnet heute den ältesten Siedlungsteil in Itzehoe. Diese Kaufmannssiedlung wurde mit dem Lübischen Recht ausgestattet. Der Galgenberg der lübschen Stadt war ein bronzezeitlicher Grabhügel (Lage) am Buchenweg östlich des Lübschen Brunnens.
- 1256 wurde in Itzehoe ein Zisterzienserinnenkloster gegründet. In der Reformationszeit wurde es 1541 in ein adliges, evangelisches Damenstift umgewandelt und existiert noch heute. Der noch bestehende Klosterhof neben der St. Laurentii-Kirche ist einer der ältesten erhaltenen Bereiche in Itzehoe. Das Kloster hatte eine eigene Gerichtsbarkeit. Der Galgenberg des Klosters (Lage) war der hier beschriebene Geschichtenberg.
- Die Herrschaft Breitenburg. Der Galgenberg der Herrschaft Breitenburg lag auf einer Anhöhe nordöstlich vom Kratt.